# 邦溪镇
邦溪镇，是中华人民共和国海南省白沙黎族自治县下辖的一个乡镇级行政单位。

## 行政区划
邦溪镇下辖以下地区：
孟果村、邦新村、邦溪村、南班村、地质村和大米村。